# Museum Sønderjylland
 Der er for få eller ingen kildehenvisninger i denne artikel, hvilket er et problem. Du kan hjælpe ved at angive troværdige kilder til de påstande, som fremføres i artiklen.

Museum Sønderjylland er en selvejende institution som samler flere museer i Sønderjylland. Sekretariatet har sæde i Haderslev. Museet er et af Danmarks største museer og dækker som et af ganske få danske museer fire ansvarsområder, nemlig kulturhistorie, arkæologi, kunsthistorie og naturhistorie. Museet varetager den arkæologiske virksomhed i de sønderjyske kommuner Haderslev, Sønderborg, Tønder og Aabenraa samt i Kolding Kommune. Museet blev etableret 1. januar 2006 som en fusion mellem hidtil selvstændige, statsanerkendte museer.
- Gram Lergrav – Palæontologi. Naturhistorisk museum Gram viser især de 10 millioner år gamle fossiler, fundet i Gram Lergrav.
- Kunstmuseet Brundlund Slot viser skiftende udstillinger med vægt på sønderjyske kunstnere, historiske temaer og samtidskunst. Museets samling rummer adskillige tusinde værker af sønderjyske kunstnere fra det 18. århundrede og frem til i dag.
- Sønderborg Slot viser lokalhistoriske samlinger fra middelalderen til nutiden med hovedvægt på Christian 2., de sønderjyske hertuger, slesvigske krige 1848-1850 og 1864. I de senere år har museet fået nye faste udstillinger om tiden under tysk styre, Sønderjylland under to verdenskrige og tiden frem til i dag.
- Højer Mølle. Porten til Tøndermarsken og Vadehavet
- Kulturhistorie Tønder er foruden at være et lokalt museum et kulturhistorisk museum med samlinger specielt fra kunstindustrien i regionen med bondemøbler, sølvtøj fra Vestslesvig og Tønderkniplinger. Museet har en stor samling vægfliser.
- Drøhses Hus. Tønder
- Cathrinesminde Teglværk er et tidligere teglværk ved Flensborg Fjord på Broager Land. Museet er bygget op omkring det gamle produktionsanlæg med lergrav, ælte- og formemaskiner, tørrelader og ringovn. Udstillingen gennemgår teglets historie gennem tiderne.
- Kulturhistorie Aabenraa. Søfart og maritim historie
- Arkæologi Haderslev
- Kunstmuseet i Tønder har foruden en fast samling af værker af fortrinsvis nyere danske kunstnere jævnligt specialudstillinger under forskellige temaer.

Derudover er tilknyttet:
- Museum Sønderjyllands Mediearkiv
- Bevaringscenter Sønderjylland i, Rødekro.

Museet har indgået driftsaftaler med:
- Historiecenter Dybbøl Banke
- Dybbøl Mølle

## Museets historie
Flere af Museum Sønderjyllands enkeltmuseer har en historie, der rækker tilbage til dengang egnen var tysk. Museerne i Aabenraa og Haderslev blev begge oprettet som Kredsmuseer i 1887, Sønderborg fulgte efter i 1908, og i 1923, da området Nordslesvig efter folkeafstemningerne i 1920 var blevet en del af Danmark, fik også Tønder sit eget kredsmuseum. Grundstrukturen med et hovedmuseum i hver by består fortsat i dag, selvom der er kommet nye mindre museer til, herunder Kunstmuseet i Tønder, Højer Mølle, Gram Lergrav og Cathrinesminde Teglværksmuseum.
Alle disse museer forblev amtslige, også da de fire nordslesvigske amter i 1970 blev samlet i Sønderjyllands Amt. Her fortsatte den specialisering, der var begyndt allerede i 1950'erne. Den betød, at alle museer mere og mere fik et regionalt ansvarsområde som det væsentligste arbejdsfelt: Haderslev fik ansvaret for al arkæologi i Sønderjylland, Sønderborg dækkede den politiske historie, genforeningen, krigene osv., Aabenraa tog sig af søfarten, og i Tønder var fokus det vestlige Sønderjyllands særligt rige kunsthåndværk. I 1972 grundlagdes i Tønder Sønderjyllands Kunstmuseum, der ligeledes skulle være til glæde for alle sønderjyder.
Hovedtilskudsyderen var Sønderjyllands Amt. I 2005, kort før den næste store strukturreform i Danmark i 2007, overgik museerne til en ny selvejende institution. Den danske stat overtog det store amtslige tilskud på ca. 34 mio. kr. og de fire sønderjyske kommuner deltog med ca. 11 mio. kr.
Den decentrale organisation blev foreløbig opretholdt, men i 2018 gennemførte museet en organisationsændring, der samlede medarbejderne på tværs af alle museer i faglige enheder. Formålet var dels at skabe større faglige fællesskaber, dels at sætte museet i stand til at prioritere kræfterne om at løse strukturelle udfordringer, som de enkelte små museer ikke var i stand til at løfte. Den første succes med den nye organisation var moderniseringen af Højer Mølle i 2019. Næste store skridt blev taget i 2021, da museet efter mange års forarbejde indviede Bevaringscenter Sønderjylland i Rødekro, der skulle samle alle museets enkeltsamlinger i et nyt og moderne magasin.   
- Kulturhistorie Åbenrå
- Drøhses Hus